# Sasanowka
Sasanowka (russisch Сазановка, deutsch Sonnigkeim) ist ein Ort in der russischen Oblast Kaliningrad. Er gehört zur kommunalen Selbstverwaltungseinheit Stadtkreis Gurjewsk im Rajon Gurjewsk.

## Geographische Lage
Sasanowka liegt elf Kilometer östlich der Oblasthauptstadt Kaliningrad (Königsberg) und ist über eine Stichstraße von der Kommunalstraße 27K-070 von Pribreschnoje (Palmburg) nach Dobrino (Nautzken) in nördlicher Richtung aus zu erreichen. Bis 1945 war Sonnigkeim Bahnstation – der Bahnhof lag 500 Meter südlich des Guts – an der Strecke von Königsberg (Preußen) über Waldau (heute russisch: Nisowje) und Possindern (Roschtschino) nach Tapiau (Gwardeisk) der Königsberger Kleinbahn, die nicht mehr betrieben wird.

## Geschichte
Der ehemals Sonnigkeim genannte kleine Gutsort war seit 1874 in den Amtsbezirk Bulitten integriert und gehörte zum Landkreis Königsberg (Preußen), 1939 bis 1945 Landkreis Samland, im Regierungsbezirk Königsberg der preußischen Provinz Ostpreußen. Am 16. Dezember 1892 wurde der Gutsbezirk Sonnigkeim gebildet – aus dem Gut Sonnigkeim und der Besitzung Siebeneichen, die damals noch zum Amtsbezirk Groß Legden (russisch: Dobroje) gehörte.
Im Jahre 1910 hatte Sonnigkeim 98 Einwohner.
Am 30. September 1928 endete die Eigenständigkeit Sonnigkeims, als sich nämlich die Landgemeinden Dossitten (russisch: Tscheremchowo) und Neidtkeim mit den Gutsbezirken Fürstenwalde und Sonnigkeim zur neuen Landgemeinde Dossitten zusammenschlossen.
Im Jahre 1945 kam Sonnigkeim mit dem nördlichen Ostpreußen zur Sowjetunion. Im Jahr 1947 erhielt der Ort die russische Bezeichnung Sasanowka und wurde gleichzeitig dem Dorfsowjet Jaroslawski selski Sowet im Rajon Gurjewsk zugeordnet. Später gelangte der Ort in den Nisowski selski Sowet. Von 2008 bis 2013 gehörte Sasanowka zur Landgemeinde Nisowskoje selskoje posselenije und seither zum Stadtkreis Gurjewsk.

## Kirche
Aufgrund der fast ausnahmslos evangelischen Bevölkerung war Sonnigkeim vor 1945 in das Kirchspiel Neuhausen (russisch: Gurjewsk) eingepfarrt. Es lag im Kirchenkreis Königsberg-Land II innerhalb der Kirchenprovinz Ostpreußen der Kirche der Altpreußischen Union. Letzter deutscher Geistlicher war Pfarrer Herbert Schott.
Heute gehört Sasanowka zum Pfarrsprengel der evangelisch-lutherischen Auferstehungskirche in Kaliningrad (Königsberg). Sie ist die Hauptkirche der Propstei Kaliningrad der Evangelisch-lutherischen Kirche Europäisches Russland (ELKER).